# T-40
El tanc T-40 va ser un tanc lleuger amfibi produït per la Unió Soviètica, a finals de la dècada dels anys 30 durant el segle xx, i que va ser utilitzat per l'Exèrcit Roig durant la Segona Guerra Mundial, en diverses operacions al Front Oriental contra les tropes de la Wehrmacht alemanya, especialment als primers moments de la invasió alemanya de Rússia. Igualment, les primeres unitats en servei van participar en els combats de la Guerra d'Hivern contra Finlàndia, a la fi de 1939.

## Presentació
A la fi de 1938, veient que la concepció inspiradora dels tancs T-37 i T-38 quedava antiquada, l'enginyer cap N.A. Astrov, de la fàbrica número 37 de Moscou, va idear el projecte «010». Es va millorar la protecció mitjançant la inclinació del blindatge, així com l'armament, mitjançant l'addició d'una metralladora DShK de 12,7 mm i una ràdio 71-TK-3 va quedar muntat, com a equipament estàndard, a la dreta del cap de tanc. Les qualitats nàutiques del projecte van ser igualment reforçades de manera important per la forma de barca de la caixa del vehicle, l'accés al motor per l'interior del vehicle, l'adjunció d'un parabrisa i el tancament hermètic de les escotilles, tot la qual cosa li permetia navegar fins i tot amb un mar de força 3. Fora d'això, l'hèlix i els dos governalls estaven protegits contra trets d'armes lleugeres, i es va muntar un compàs magnètic per a la navegació nocturna o entre la boira.
El juliol de 1939 es van construir quatre prototips, seguits poc després per uns altres dos més, mitjançant l'ús de motors importats Dodge de 76 CV o D5 de 85 CV, a causa de la penúria de motors en aquestes dates a la Unió Soviètica. Després de les proves, es va engrandir la capsa del vehicle en 12 cm de longitud i 5 cm d'amplada, se la va rebaixar en 2 cm i es va muntar un motor de fabricació local, el GAZ-202 de 85 CV. Tres nous prototips van aparèixer el març de 1940, i una presèrie de fabricació de quinze unitats l'agost.
Malgrat una visita de Gueorgui Júkov (cap de l'Estat Major de l'Exèrcit Roig) i Semion Timoixenko (ministre de Defensa de l'URSS), que va portar com a conseqüència una modernització de la fàbrica, la producció, iniciada l'octubre del mateix any, va resultar insuficient, ja que a final d'any s'havien fabricat únicament 37 tancs davant els 100 previstos per a aquesta data.
Quan té lloc l'Operació Barbarroja, és a dir, la invasió alemanya de l'URSS, el 22 de juny de 1941, únicament s'havien produït 216 unitats d'aquest tanc, per la qual cosa es va decidir simplificar la producció mitjançant la supressió de la ràdio i dels equipaments amfibis. El juliol de 1941, després d'haver-se fabricat 60 exemplars més, es va posar en producció una versió dotada d'un millor blindatge i sense la cavitat posterior per a l'hèlix, a la que es va designar provisionalment com a T-30. El setembre, després de proves infructuoses amb la metralladora TNSh de 20 mm i la MP-6 de 23 mm, es van muntar de sèrie alguns ShVAK de 20 mm substituint la metralladora DShK. Es van fabricar en total 709 exemplars fins a la cessació de la producció a finals de 1941.

## Participació en els combats
Durant la Guerra d'Hivern, l'atac contra Finlàndia per part de l'Exèrcit Roig a la darreria de 1939, es van palesar alguns dels defectes del T-40, especialment en aquests primers models amb blindatge més lleuger, que podia ser penetrat fins i tot per armament de calibres mitjans.
Durant l'any 1941 els exemplars en servei van participar en els combats, enquadrats en les brigades blindades de l'Exèrcit Roig, encara que barrejats amb altres tancs més pesats per donar-los més consistència. Posteriorment, igual com els tancs T-37 i T-38, van quedar reservats per a les operacions de travessia de grans rius (per a la qual cosa estaven particularment ben dotats) i, a partir de[1946, acabada la Segona Guerra Mundial, se'ls va relegar a missions d'entrenament.

## Variants
- T40: versió amfíbia.
- T40S: versió desposseïda de material amfibi.
- T40S: versió amb blindatge millorat (15 mm per a la caixa i 20 mm per a la torreta)
- T30: versió amb canó ShVAK de 20 mm